# Heterosquilla armata
Heterosquilla armata är en kräftdjursart. Heterosquilla armata ingår i släktet Heterosquilla och familjen Tetrasquillidae. Inga underarter finns listade i Catalogue of Life.